# Santana (grup)

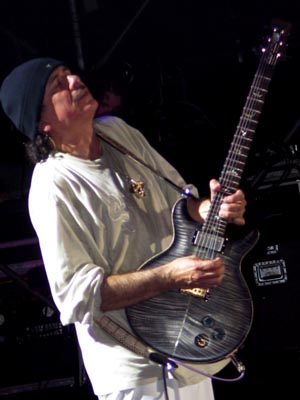
Carlos Santana el 2005

Santana és un grup musical de música rock liderat pel guitarrista Carlos Santana. Es va fundar a San Francisco a finals de la dècada de 1960 (1967) sota el nom de Carlos Santana Blues Band. Va cridar l'atenció del públic des de la cançó "Soul Sacrifice" al Woodstock Festival de 1969, quan el seu Latin rock proporcionà un contrast amb altres actuacions d'aquest festival. El seu primer àlbum va tenir el títol homònimde Santana i va ser un gran èxit, seguit en els anys successius pels èxits dels àlbums Abraxas i Santana III.
En els anys successius hi va haver molts canvis en l'estil musical encara que es va mantenir la base del Latin rock, Carlos Santana va incrementar l'implicacíó amb el guru Sri Chinmoy i la seva música es tornà més esotèrica.
l'any 1998, aquest grup musical va ser introduït al Rock & Roll Hall of Fame, honorant junt amb Carlos Santana, a Jose Chepito Areas, David Brown, Michael Carabello, Gregg Rolie i Michael Shrieve.
El grup Santana va aconseguir un total de vuit Premis Grammy i tres Premis Grammy Llatins tots guanyats el 2000, mentre que Carlos també va guanyar dos Premis Grammy com artista individual el 1989 i el 2003. Santana va vendre més de 90 milions de discs a tot el món.

## Membres del grup
Membres actuals
- Carlos Santana – veu, guitarres (1967–a l'actualitat)
- Raul Rekow – percussió (1976–present)
- Benny Rietveld – baix (baix) (1990–1992, 1997-a l'actualitat)
- Karl Perazzo – percussió (1991–a l'actualitat)
- Tony Lindsay – veus (1991, 1995–2003, 2012-a l'actualitat)
- Bill Ortiz - trompeta (2000-a l'actualitat)
- Jeff Cressman - trombó (2000-a l'actualitat)
- Dennis Chambers – bateria (drums)(2004–a l'actualitat)
- Tommy Anthony – guitarres (2005–a l'actualitat)
- David K. Mathews – teclats (2011–a l'actualitat)
- Andy Vargas - veus (2012-a l'actualitat)

Antics membres
- Gregg Rolie – veus i teclats (1966–1972)
- Michael Carabello – percussió (1966-1967, 1969–1971)
- Tom Frazier – guitarres (1966–1967)
- Gus Rodriguez - baix (1966-1967)
- Rod Harper - bateria (1966-1967)
- David Brown – baix (1967–1971, 1974–1976; morí el 2000)
- Marcus Malone – percussió (1967–1969)
- Bob Livingston – drums (1967–1969)
- José "Chepito" Areas – percussió (1969–1977, 1988-1989)
- Michael Shrieve – bateria (1969–1974, 1988)
- Neal Schon – guitarres (1971–1972)
- Francisco Aguabella – percussió (1969–1971)
- Tom Rutley – baix (1971–1972)
- Coke Escovedo – percussió (1971–1972; morí el 1985)
- Pete Escovedo – percussió (1971, 1977–1979)
- Rico Reyes – percussió (1971, 1972)
- Victor Pantoja – percussió (1971)
- Tom Coster – teclats (1972–1978, 1983-1984)
- Richard Kermode – teclats (1972–1973)
- Doug Rauch – baix (1972–1973; died 1979)

- James "Mingo" Lewis – percussió (1972)
- Leon Thomas – veus (1973; died 1999)
- Leon Patillo – veus (1974-1975)
- Leon "Ndugu" Chancler – bateria (1974–1976, 1988)
- Jules Broussard – saxofon (1974–1975)
- Greg Walker – veus (1975–1976, 1976–1979, 1983–1985)
- Armando Peraza – percussió (1976, 1977–1990)
- Gaylord Birch – bateria (1976, 1991; died 1996)
- Graham Lear – bateria (1976–1984, 1985-1987)
- Luther Rabb – veus (1976)
- Joel Badie – veus (1976)
- Byron Miller – baix (1976)
- Pablo Telez - bass (1976-1977)
- David Margen – baix (1977–1982)
- Chris Solberg – guitarres (1978–1980)
- Chris Rhyne – teclats (1978–1979)
- Russell Tubbs – flauta (flute)(1978)
- Alex Ligertwood – veus (1979–1983, 1984–1985, 1987, 1989–1991, 1992–1994)
- Alan Pasqua – teclats (1979–1980)

- Orestes Vilató – percussió (1980–1987)
- Richard Baker – teclats (1980–1982)
- Chester Thompson – teclats (1983–2009)
- Keith Jones – baix (1983–1984, 1989)
- David Sancious – teclats (1984)
- Chester C. Thompson – bateria (1984)
- Alphonso Johnson – baix (1985–1989, 1992)
- Buddy Miles – veus, guitarres (1986, 1987; morí el 2008)
- Sterling Crew – teclats (1986)
- Walfredo Reyes – bateria (1989–1991, 1992–1993)
- Billy Johnson – bateria (1991, 1994, 2000–2001)
- Myron Dove – baix, guitars (1992–1996, 2003-2005)
- Vorriece Cooper – veus (1992-1993)
- Oran Coltrane – saxofon (1992)
- Rodney Holmes – bateria (1993–1994, 1997–2000)
- Tommie Bradford – bateria (1994)
- Curtis Salgado – veus (1995)
- Horacio "El Negro" Hernandez – bateria (1997)
- Ricky Wellman – bateria (1997)
- Freddie Ravel – teclats (2009-2010)

## Timeline
|           | 1966-1970         | 1966-1970      | 1966-1970      | 1966-1970           | 1970-1980           | 1970-1980            | 1970-1980            | 1970-1980            | 1970-1980             | 1970-1980             | 1970-1980            | 1970-1980             | 1970-1980      | 1970-1980       | 1980-1990       | 1980-1990       | 1980-1990       | 1980-1990        | 1980-1990        | 1980-1990         | 1980-1990         | 1980-1990        | 1980-1990             | 1980-1990        | 1990-2000                   | 1990-2000                   | 1990-2000        | 1990-2000        | 1990-2000        | 1990-2000        | 1990-2000        | 1990-2000                    | 1990-2000        | 1990-2000        | 2000-2010        | 2000-2010        | 2000-2010        | 2000-2010        | 2000-2010        | 2000-2010        | 2000-2010        | 2000-2010        | 2000-2010        | 2000-2010      | 2010-2015      | 2010-2015      | 2010-2015      | 2010-2015      | 2010-2015      |
| Àlbums    |                   |                |                | Santana             | Abraxas             | Santana III          | Cravanserai          | Wellcome             | Borboletta            | Borboletta            | Amigos               | Festival i Moonflower | Inner secrets  | Marathon        | Marathon        | Zebop!          | Shangó          | Shangó           | Shangó           | Beyon appearances | Beyon appearances | Freedom          | Freedom               | Freedom          | Sprits dancing in the flesh | Sprits dancing in the flesh | Milagro          | Milagro          | Milagro          | Milagro          | Milagro          | Milagro                      | Milagro          | Supernatural     | Supernatural     | Supernatural     | Shaman           | Shaman           | Shaman           | All that I am    | All that I am    | All that I am    | All that I am    | All that I am  | Guitar heaven  | Guitar heaven  | Shape shifter  | Shape shifter  | Shape shifter  |
| --------- | ----------------- | -------------- | -------------- | ------------------- | ------------------- | -------------------- | -------------------- | -------------------- | --------------------- | --------------------- | -------------------- | --------------------- | -------------- | --------------- | --------------- | --------------- | --------------- | ---------------- | ---------------- | ----------------- | ----------------- | ---------------- | --------------------- | ---------------- | --------------------------- | --------------------------- | ---------------- | ---------------- | ---------------- | ---------------- | ---------------- | ---------------------------- | ---------------- | ---------------- | ---------------- | ---------------- | ---------------- | ---------------- | ---------------- | ---------------- | ---------------- | ---------------- | ---------------- | -------------- | -------------- | -------------- | -------------- | -------------- | -------------- |
| Baix      | Gus Rodríguez     | David Brown    | David Brown    | David Brown         | David Brown         |                      | Doug Rauch           |                      | David Brown           | David Brown           | Byron Miller         | David Margen          | David Margen   | David Margen    | David Margen    | David Margen    |                 |                  |                  | Alphonso Johnson  | Alphonso Johnson  | Alphonso Johnson | Alphonso Johnson      |                  |                             |                             | Alphonso Johnson |                  |                  |                  |                  |                              |                  |                  |                  |                  |                  |                  |                  |                  |                  |                  |                  |                |                |                |                |                |                |
| Baix      |                   |                |                |                     |                     |                      |                      |                      |                       |                       | Pablo Telez          |                       |                |                 |                 |                 |                 |                  |                  |                   |                   |                  |                       |                  |                             |                             | Myron Dove       | Myron Dove       | Myron Dove       | Myron Dove       |                  | Horacio "el negro" Hernández |                  |                  |                  |                  |                  | Myron Dove       | Myron Dove       |                  |                  |                  |                  |                |                |                |                |                |                |
| Bateria   | Rod Harper        |                |                | Bob Livingston      | Bob Livingston      | Tom Rutley           |                      |                      |                       | Armando Peraza        | Armando Peraza       | Armando Peraza        | Armando Peraza | Armando Peraza  | Armando Peraza  | Armando Peraza  | Armando Peraza  | Armando Peraza   | Armando Peraza   | Armando Peraza    | Armando Peraza    | Armando Peraza   | Armando Peraza        | Armando Peraza   | Billy Johnson               |                             |                  | Rodney Homes     | Billy Johnson    |                  |                  | Rodney Holmes                | Rodney Holmes    | Rodney Holmes    | Billy Johnson    |                  |                  |                  |                  |                  |                  |                  |                  |                |                |                |                |                |                |
| Bateria   |                   |                |                | Michael Shrieve     | Michael Shrieve     | Michael Shrieve      | Michael Shrieve      | Michael Shrieve      | Leon "Ndugu" Chancler | Leon "Ndugu" Chancler | Graham Lear          | Graham Lear           | Graham Lear    | Graham Lear     | Graham Lear     | Graham Lear     | Graham Lear     | Graham Lear      |                  | Graham Lear       | Graham Lear       |                  | Leon "Ndugu" Chancler | Walfredo Reyes   | Walfredo Reyes              |                             | Walfredo Reyes   | Tommie Bradford  |                  |                  |                  | Ricky Wellman                |                  |                  |                  |                  |                  |                  |                  |                  |                  |                  |                  |                |                |                |                |                |                |
| Bateria   |                   |                |                |                     |                     |                      |                      |                      |                       |                       | Gaylord Birch        |                       |                |                 |                 |                 |                 |                  |                  |                   |                   |                  | Michael Shrieve       |                  | Gaylord Birch               |                             |                  |                  |                  |                  |                  |                              |                  |                  |                  |                  |                  |                  |                  |                  |                  |                  |                  |                |                |                |                |                |                |
| Flauta    |                   |                |                |                     |                     |                      |                      |                      |                       |                       |                      |                       | Russel Tubbs   |                 |                 |                 |                 |                  |                  |                   |                   |                  |                       |                  |                             |                             |                  |                  |                  |                  |                  |                              |                  |                  |                  |                  |                  |                  |                  |                  |                  |                  |                  |                |                |                |                |                |                |
| Guitarres | Tom Frazier       | Carlos Santana | Carlos Santana | Carlos Santana      | Carlos Santana      | Carlos Santana       | Carlos Santana       | Carlos Santana       | Carlos Santana        | Carlos Santana        | Carlos Santana       | Carlos Santana        | Carlos Santana | Carlos Santana  | Carlos Santana  | Carlos Santana  | Carlos Santana  | Carlos Santana   | Carlos Santana   | Carlos Santana    | Carlos Santana    | Carlos Santana   | Carlos Santana        | Carlos Santana   | Carlos Santana              | Carlos Santana              | Carlos Santana   | Carlos Santana   | Carlos Santana   | Carlos Santana   | Carlos Santana   | Carlos Santana               | Carlos Santana   | Carlos Santana   | Carlos Santana   | Carlos Santana   | Carlos Santana   | Carlos Santana   | Carlos Santana   | Carlos Santana   | Carlos Santana   | Carlos Santana   | Carlos Santana   | Carlos Santana | Carlos Santana | Carlos Santana | Carlos Santana | Carlos Santana | Carlos Santana |
| Guitarres |                   |                |                |                     |                     | Neal Schon           |                      |                      |                       |                       |                      |                       | Chris Solberg  | Chris Solberg   |                 |                 |                 |                  |                  |                   | Buddy Miles       |                  |                       |                  |                             |                             |                  |                  |                  |                  |                  |                              |                  |                  |                  |                  |                  |                  |                  |                  |                  |                  |                  |                |                |                |                |                |                |
| Percussió | Michael Carabello | Marcus Malone  | Marcus Malone  | Michael Carabello   | Michael Carabello   | José "Chepito" Areas | José "Chepito" Areas | José "Chepito" Areas | José "Chepito" Areas  | José "Chepito" Areas  | José "Chepito" Areas |                       |                |                 | Orestes Vilató  | Orestes Vilató  | Orestes Vilató  | Orestes Vilató   | Orestes Vilató   | Orestes Vilató    | Orestes Vilató    |                  | José "Chepito" Areas  |                  |                             |                             |                  |                  |                  |                  |                  |                              |                  |                  |                  |                  |                  |                  |                  |                  |                  |                  |                  |                |                |                |                |                |                |
| Percussió |                   |                |                | Francisco Aguabella | Francisco Aguabella | Coke Escovedo        | James "Mingo" Lewis  |                      |                       |                       |                      |                       |                |                 |                 |                 |                 |                  |                  |                   |                   |                  |                       |                  |                             |                             |                  |                  |                  |                  |                  |                              |                  |                  |                  |                  |                  |                  |                  |                  |                  |                  |                  |                |                |                |                |                |                |
| Percussió |                   |                |                |                     |                     | Pete Escovedo        |                      |                      |                       |                       |                      | Pete Escovedo         | Pete Escovedo  |                 |                 |                 |                 |                  |                  |                   |                   |                  |                       |                  |                             |                             |                  |                  |                  |                  |                  |                              |                  |                  |                  |                  |                  |                  |                  |                  |                  |                  |                  |                |                |                |                |                |                |
| Percussió |                   |                |                |                     | Rico Reyes          |                      |                      |                      |                       |                       |                      |                       |                |                 |                 |                 |                 |                  |                  |                   |                   |                  |                       |                  |                             |                             |                  |                  |                  |                  |                  |                              |                  |                  |                  |                  |                  |                  |                  |                  |                  |                  |                  |                |                |                |                |                |                |
| Percussió |                   |                |                |                     | Víctor Pantoja      |                      |                      |                      |                       |                       |                      |                       |                |                 |                 |                 |                 |                  |                  |                   |                   |                  |                       |                  |                             |                             |                  |                  |                  |                  |                  |                              |                  |                  |                  |                  |                  |                  |                  |                  |                  |                  |                  |                |                |                |                |                |                |
| Saxofon   |                   |                |                |                     |                     |                      |                      |                      | Jules Broussard       |                       |                      |                       |                |                 |                 |                 |                 |                  |                  |                   |                   |                  |                       |                  |                             |                             | Oran Coltrane    |                  |                  |                  |                  |                              |                  |                  |                  |                  |                  |                  |                  |                  |                  |                  |                  |                |                |                |                |                |                |
| Teclats   | Gregg Rolie       | Gregg Rolie    | Gregg Rolie    | Gregg Rolie         | Gregg Rolie         | Gregg Rolie          | Tom Coster           | Tom Coster           | Tom Coster            | Tom Coster            | Tom Coster           | Tom Coster            | Chris Rhyne    | Alan Pasqua     | Richard Baker   | Richard Baker   |                 | Chester Thompson | Chester Thompson | Chester Thompson  | Chester Thompson  | Chester Thompson | Chester Thompson      | Chester Thompson | Chester Thompson            | Chester Thompson            | Chester Thompson | Chester Thompson | Chester Thompson | Chester Thompson | Chester Thompson | Chester Thompson             | Chester Thompson | Chester Thompson | Chester Thompson | Chester Thompson | Chester Thompson | Chester Thompson | Chester Thompson | Chester Thompson | Chester Thompson | Chester Thompson | Chester Thompson | Freddie Ravel  |                |                |                |                |                |
| Teclats   |                   |                |                |                     |                     |                      | Richard Kermode      |                      |                       |                       |                      |                       |                |                 |                 |                 |                 |                  |                  |                   | Sterling Crew     |                  |                       |                  |                             |                             |                  |                  |                  |                  |                  |                              |                  |                  |                  |                  |                  |                  |                  |                  |                  |                  |                  |                |                |                |                |                |                |
| Veu       |                   | Carlos Santana | Carlos Santana | Carlos Santana      | Carlos Santana      | Carlos Santana       | Carlos Santana       | Carlos Santana       | Carlos Santana        | Carlos Santana        | Carlos Santana       | Carlos Santana        | Carlos Santana | Carlos Santana  | Carlos Santana  | Carlos Santana  | Carlos Santana  | Carlos Santana   | Carlos Santana   | Carlos Santana    | Carlos Santana    | Carlos Santana   | Carlos Santana        | Carlos Santana   | Carlos Santana              | Carlos Santana              | Carlos Santana   | Carlos Santana   | Carlos Santana   | Carlos Santana   | Carlos Santana   | Carlos Santana               | Carlos Santana   | Carlos Santana   | Carlos Santana   | Carlos Santana   | Carlos Santana   | Carlos Santana   | Carlos Santana   | Carlos Santana   | Carlos Santana   | Carlos Santana   | Carlos Santana   | Carlos Santana | Carlos Santana | Carlos Santana | Carlos Santana | Carlos Santana | Carlos Santana |
| Veus      | Gregg Rolie       | Gregg Rolie    | Gregg Rolie    | Gregg Rolie         | Gregg Rolie         | Gregg Rolie          | Leon Thomas          |                      | Leon Patillo          | Greg Walker           | Greg Walker          | Greg Walker           | Greg Walker    |                 |                 |                 |                 | Greg Walker      | Greg Walker      |                   | Buddy Miles       |                  |                       |                  |                             |                             | Vorriece Cooper  |                  | Curtis Salgado   |                  |                  |                              |                  |                  |                  |                  |                  |                  |                  |                  |                  |                  |                  |                |                |                |                |                |                |
| Veus      |                   |                |                |                     |                     |                      |                      |                      |                       |                       | Luther Rabb          |                       |                | Alex Ligertwood | Alex Ligertwood | Alex Ligertwood | Alex Ligertwood |                  | Alex Ligertwood  |                   | Alex Ligertwood   |                  |                       | Alex Ligertwood  | Alex Ligertwood             |                             | Alex Ligertwood  | Alex Ligertwood  |                  |                  |                  |                              |                  |                  |                  |                  |                  |                  |                  |                  |                  |                  |                  |                |                |                |                |                |                |
| Veus      |                   |                |                |                     |                     |                      |                      |                      |                       | Joel Badie            |                      |                       |                |                 |                 |                 |                 |                  |                  |                   |                   |                  |                       |                  |                             |                             |                  |                  |                  |                  |                  |                              |                  |                  |                  |                  |                  |                  |                  |                  |                  |                  |                  |                |                |                |                |                |                |

## Discografia
- Santana (1969)
- Abraxas (1970)
- Santana III (1971)
- Caravanserai (1972)
- Welcome (1973)
- Borboletta (1974)
- Amigos (1976)
- Festival (1977)
- Moonflower (1977)
- Inner Secrets (1978)
- Marathon (1979)
- Zebop! (1981)
- Shangó (1982)
- Beyond Appearances (1985)
- Freedom (1987)
- Spirits Dancing in the Flesh (1990)
- Milagro (1992)
- Supernatural (1999)
- Shaman (2002)
- All That I Am (2005)
- Guitar Heaven (2010)
- Shape Shifter (2012)